# Lagenandra dewitii
Lagenandra dewitii is een moerasplant die voorkomt in Sri Lanka. Soms wordt ze als aquariumplant gebruikt. De soort werd in 1986 beschreven aan de hand van gedroogd herbarium materiaal en levende exemplaren verzameld door de Nederlandse aquarianen Cor Stam en Freek Schmidt. De soort werd naar de Nederlandse botanicus Hendrik de Wit benoemd.